# Рагу из синей птицы
«Рагу из синей птицы» — статья, опубликованная в «Комсомольской правде» от 11 апреля 1982 года, которая содержала письмо с резкой критикой творчества музыкальной группы «Машина времени».

## История
Автором статьи был Николай Кривомазов — собственный корреспондент «Комсомольской правды» в г. Красноярске; авторами письма — писатель Виктор Астафьев, главный режиссёр Красноярского государственного театра оперы и балета Максимилиан Высоцкий, солист дипломант конкурса им. Глинки Евгений Олейников, директор Красноярской филармонии Леонид Самойлов, дирижёр Николай Сильвестров, поэт и драматург Роман Солнцев. Впоследствии Андрей Макаревич утверждал, что «половина подписей оказалась подделкой», но конкретных фамилий не назвал.
Критика рок-музыки носила в значительной степени идеологический, а не содержательный характер: «Недаром специалисты с огорчением замечают здесь отголоски, а то и прямые заимствования из практики отгремевших зарубежных рок-групп»; «Нам же хотелось — и мы не считаем это желание личной прихотью, — чтобы советские ансамбли работали с поправкой на наше, советское, время…»; «Мы говорим о позиции ансамбля, каждый вечер делающего тысячам зрителей опасные инъекции весьма сомнительных идей…» и т. п. Статья содержала грубые ляпы (в частности, в качестве отрывка из произведений «Машины времени» была процитирована строчка из песни «Кто виноват» группы «Воскресение», никогда «Машиной времени» не исполнявшейся).
По словам лидера группы Андрея Макаревича, за статьёй он ожидал репрессий в отношении группы:
В принципе, по нам уже постреливали и раньше: то Владимов затевал полемику на тему «Каждый ли имеет право?» (выходило, что мы не имеем), то кто-то ещё, но всё это размещалось на страницах газет типа «Литературной России», и никто к этому, конечно, серьёзно не относился. А «Рагу» было уже рассчитано на добивание. И общепатетический тон в лучших традициях Жданова, и подписи маститых деятелей сибирского искусства (половина этих подписей потом оказалась подделкой), все это шутками уже не пахло.А. Макаревич. Всё очень просто
— И, что должно было, по идее, произойти с «Машиной» после такой статьи? 

— Всё по схеме. Собирается расширенное заседание министерства культуры, обсуждается критическая публикация во всесоюзной газете и делаются оргвыводы. Гендиректору Росконцерта, как обычно, выносят выговор, а проблемный ансамбль прекращает своё существование. … Подобная ситуация представлялась тогда безвыходной. Ни партия, ни КГБ, в самодеятельном варианте играть бы «МВ» уже не дали.Михаил Марголис. «Затяжной поворот: История группы „Машина Времени“». Интервью Андрея Макаревича
Однако статья встретила резкое неприятие множества читателей, письма, в том числе коллективные, в защиту «Машины времени» шли в редакцию «Комсомольской правды» в огромном количестве. Возможно, по этой причине никаких серьёзных последствий публикация не имела. Несмотря на то, что отзывов, поддерживающих статью, оказалось достаточно, чтобы на их основании выпустить ещё одну статью с цитатами из читательских писем, также осуждающих стиль и идеологию группы, оргвыводы в отношении «Машины времени» так и не последовали.
…Я видел в редакции мешки писем под общим девизом «Руки прочь от „Машины“». Время от времени мешки сжигали, но приходили новые. Писали студенты и солдаты, школьники и колхозники, рабочие и отдельные интеллигенты. Коллективные письма дополнялись рулонами подписей. Я не ожидал такого отпора. В газете, по-моему, тоже. Поэтому они тут же разулыбались и свели все к такой общей беззубой полемике: дело, дескать, молодое, и мнения тут могут быть, в общем, разные…А. Макаревич. Всё очень просто
Не случилось этого только потому, что «Комсомольская правда» получила невероятное количество писем от наших поклонников (мне знакомые сотрудники газеты рассказывали, что эту корреспонденцию жгли во дворе редакции днем и ночью — её складывать было некуда), и инициаторы затеи просто испугались еще большего шума от нашего расформирования, чем от наших выступлений.Михаил Марголис. Затяжной поворот: История группы «Машина Времени»
Для «Машины времени» статья совпала с завершением очередного этапа существования — непосредственно после её выхода Ованес Мелик-Пашаев (который официально числился художественным руководителем), Пётр Подгородецкий, Игорь Клёнов (звукооператор) и Дмитрий Рыбаков (числился рабочим, но при этом писал песни) покинули группу, а Сергей Рыженко и Александр Зайцев пришли в неё. Сергей Рыженко ушёл через год, а Зайцев продолжал играть до начала 1990-х годов.
В 2019 году, в книге Евгения Додолева, посвящённой юбилею группы, в одной из глав текст статьи воспроизведён полностью.